# Cephaloscyllium pictum
Cephaloscyllium pictum és una espècie de peix de la família dels esciliorrínids i de l'ordre dels carcariniformes.

## Morfologia
- Els mascles poden assolir 71,7 cm de longitud total.[4]

## Hàbitat
És un peix marí de clima tropical.

## Distribució geogràfica
Es troba a Indonèsia.